# Vigdís Grímsdóttir
Vigdís Grímsdóttir (* 15. August 1953 in Reykjavík) ist eine isländische Schriftstellerin.
Nach einer Ausbildung zur Lehrerin studierte sie an der Universität Island zunächst bis 1978 Isländisch und Bibliothekswissenschaften. 1982 schloss sie ein Studium der Pädagogik ab, von 1984 bis 1985 studierte sie isländische Literatur. Bis 1990 arbeitete sie als Grundschul- und Gymnasiallehrerin in Reykjavík und Hafnarfjörður; seitdem widmet sie sich fast ausschließlich ihren Tätigkeiten als Schriftstellerin.
Nachdem 1983 mit dem Kurzgeschichtenband Tiu myndir úr lífi þínu (wörtl. „Zehn Fotos aus deinem Leben“) ihr erstes Buch erschienen war, folgten zahlreiche Gedichte, Kurzgeschichten, Stücke, Romane und Kinderbücher. Mit dem Buch Kaldaljós gelang ihr 1987 der literarische Durchbruch. Der Roman wurde 2004 unter der Regie Hilmar Oddssons verfilmt. Ihre Werke wurden ins Französische, Deutsche, Schwedische, Englische und Dänische übersetzt.
Ihre Bücher waren mehrfach für den Literaturpreis des Nordischen Rates und den Isländischen Literaturpreis nominiert. Letzteren gewann sie 1994 für ihren Roman Grandavegur 7.

## Werke
- Tíu myndir úr lífi þínu, sögur um þykjustuleiki og alvörudrauma. 1983.
- Eldur og regn. 1985.
- Kaldaljós. 1987.
- Ég heiti Ísbjörg, ég er ljón. 1989.
- Minningabók. 1990.
- Lendar elskhugans. 1991.
- Stúlkan í skóginum. 1992. (dt. Das Mädchen im Wald. 2000).
- Grandavegur 7. 1994.
- Z ástarsaga. 1996.
- Gauti vinur minn. 1996.
- Nætursöngvar. 1998.
- Þögnin. 2000.
- Frá ljósi til ljóss. 2001.
- Hjarta, tungl og bláir fuglar. 2002.
- Þegar stjarna hrapar. 2003.
- Þrenningin. 2005.
- Sagan um Bíbí. 2007. (dt. Die Geschichte der BIBI Olafsdottir. 2011).
- Trúir þú á töfra?. 2011.